# Василєвська 2-га (Архангельська область)
Василєвська 2-га (рос. Васильевская 2-я) — присілок в Ленському районі Архангельської області Російської Федерації.
Населення становить 6 осіб. Входить до складу муніципального утворення Козьминське поселення.

## Історія
Від 2004 року входить до складу муніципального утворення Козьминське поселення.

## Населення
| 2002 | 2010 | 2012 |
| ---- | ---- | ---- |
| 9    | ↘7   | ↘6   |